# Поліцейський (фільм, 1970)
«Поліцейський» (фр. Un condé) — франко-італійський драматичний кримінальний фільм режисера Іва Буассе 1970 року, екранізація роману П'єра Лесу «Смерть поліцейського» (фр. Mort d’un condé).

## Сюжет
У фільмі розповідається про історію поліцейського Фавенена (Мішель Буке), який прагне помститися за смерть свого друга та колеги інспектора Барнеро (Бернард Фрессон), застреленого під час розслідування справи про наркотики, навіть якщо це вимагатиме порушення закону.
«Поліція — це брудна робота, яку можна виконувати лише брудно». Це в фільмі холодно виголошує інспектор Фавенен.

## Акторський склад
- Мішель Буке — інспектор Фавенен
- Франсуаза Фабіан —  Елена Дасса
- Джанні Гарко[it] — Дан Ровер
- Мішель Константен —  Франсуа Вієтті
- Бернард Фрессон[fr] — інспектор Барнеро
- Анрі Гарсен[fr] — Жорж Дюваль, відомий як «Жоржі Босурір»

## Навколо фільму
- Це третій фільм режисера Буассе. Фільм примітний тим, що мав проблеми з цензурою: через спосіб репрезентації поліції та насильство головного героя, інспектора поліції. Міністр внутрішніх справ Реймонд Марселлен Raymond Marcellin марно намагався добитися заборони на повнометражний фільм. Однак, розголошення цієї спроби цензури навпаки дозволило фільму здобути успіх у публіки. Він мав понад 1,3 мільйона відвідувачів у Франції.[2]